# Tobias Baur
Tobias Baur (ur. 7 kwietnia 1997) – szwajcarski narciarz dowolny, specjalizujący się w skicrossie.
Po raz pierwszy na arenie międzynarodowej pojawił się 26 listopada 2016 roku w Pitztal, gdzie w zawodach krajowych zajął 78. miejsce. Na mistrzostwach świata juniorów w Chiesa in Valmalenco w 2017 roku zajął 31. miejsce.
W Pucharze Świata zadebiutował 6 grudnia 2019 roku w Val Thorens, zajmując 52. miejsce. Pierwsze pucharowe punkty wywalczył 1 lutego 2020 roku w Megève, kiedy zajął 19. miejsce. Na podium zawodów tego cyklu pierwszy raz stanął 20 grudnia 2021 roku w Innichen, kończąc rywalizację w skicrossie na trzeciej pozycji. W zawodach tych wyprzedzili go jedynie Francuz Bastien Midol i kolejny Szwajcar, Ryan Regez.

## Osiągnięcia

### Puchar Świata

#### Miejsca w klasyfikacji generalnej
- sezon 2019/2020: 251.

Od sezonu 2020/2021 klasyfikacja skicrossu zastąpiła klasyfikację generalną.
- sezon 2020/2021: 19.
- sezon 2021/2022: 27.

#### Miejsca na podium w zawodach
1. Innichen – 20 grudnia 2021 (skicross) – 3. miejsce